# Płanieta
Płanieta, Poigne (czasem też stosowana jest nazwa puanieta lub płania, z jęz. francuskiego: poignée) – sprzęt sportowy stosowany w speleologii (a właściwie: w alpinizmie podziemnym) czasem też w niektórych technikach wspinaczki oraz w ratownictwie. Obok takich urządzeń jak np. kroll czy dressler zaliczana jest do tzw. urządzeń zaciskowych.

## Budowa

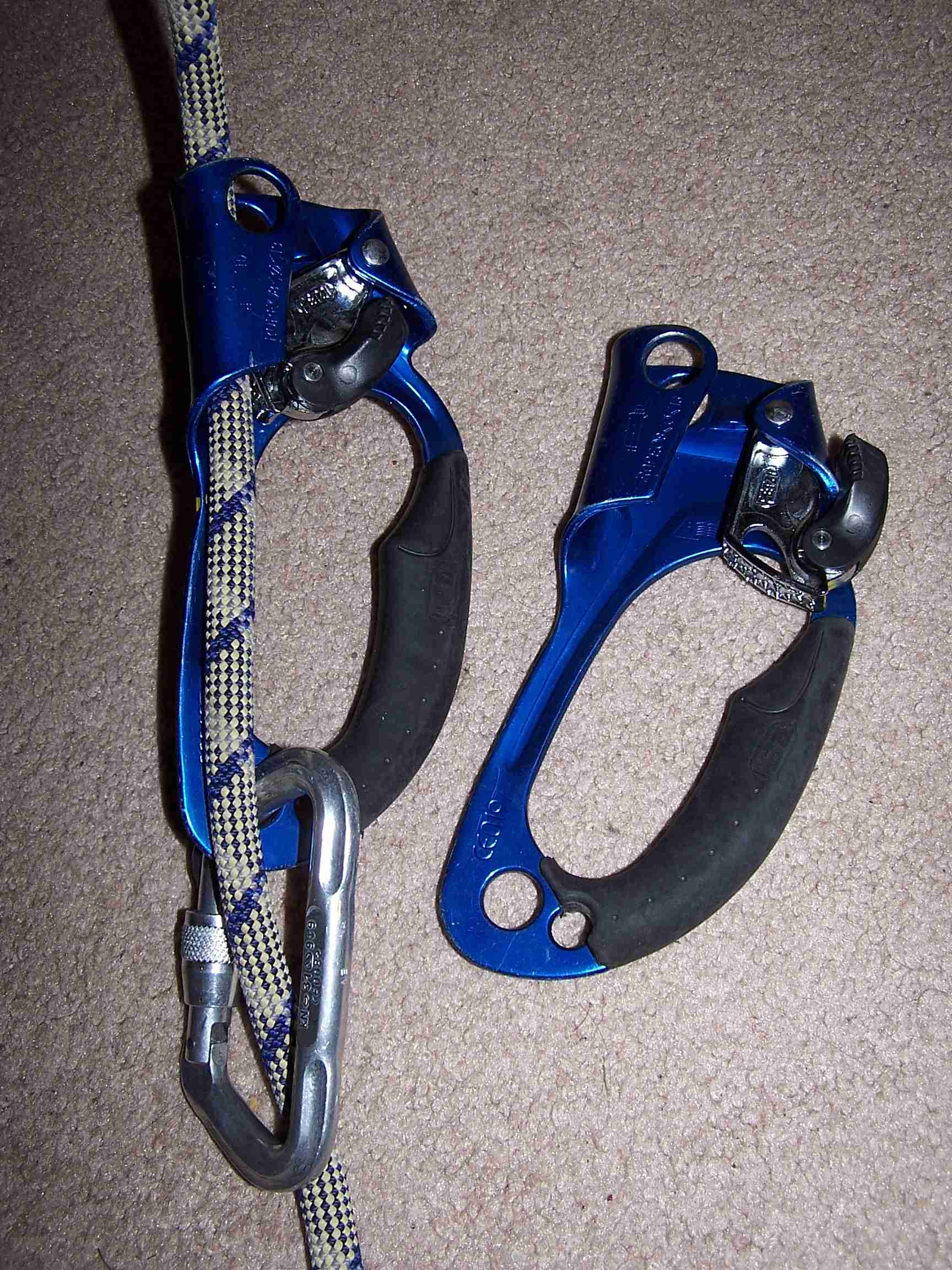
Płanieta (poignée) firmy Petzl

Płanieta wykonana jest z trwałych stopów nierdzewnych. Dominują obecnie stopy aluminium, aczkolwiek stosowane były również różne stale, a nawet stopy tytanu.
Zasadniczo składa się z kawałka odpowiednio profilowanej, grubej blachy, wyposażonej w uchwyt (rączkę) oraz z umieszczonego w nim ruchomego bloczka, na którym znajdują się zadziorki, bruzdy lub nacięcia. W płaniecie znajdują się otwory, umożliwiające wpięcie karabinków.

## Technika
Płanieta jest urządzeniem zaciskowym służącym przede wszystkim do pokonywania pionowych odcinków jaskiń za pomocą liny, bez konieczności kontaktu ze ścianą. Możliwe jest to dzięki ruchomemu bloczkowi, który zaciska się pod obciążeniem na linie, przy czym zaciśnięcie możliwe jest tylko po obciążeniu w dół płaniety. Umożliwia to przesuwanie płaniety (a za nią osoby wspinającej się) tylko w jedną stronę liny.

## Rodzaje, producenci
W Polsce dominuje sprzęt produkowany przez firmę Petzl (przez co utrwaliła się spolszczona nazwa francuska tego urządzenia).